# Толстолес
Толстоле́с (укр. Товстолі́с) — село Черниговского района Черниговской области Украины, основанное представителями казачьего рода Товстолесов. Население 189 человек (по состоянию на 9 апреля 2021 года).
Код КОАТУУ: 7425588704. Почтовый индекс: 15525. Телефонный код: +380 462.

## История
В XVIII—XVIII в. при казачьей административно-территориальной организации села находились в Белоуской сотни Черниговского полка. С 1782 года в составе Халявинской волости Черниговского уезда. В 1923 году село Тереховка становится центром сельсовета Бобровицы, а с 1929 г. Черниговского района.
По данным «Черниговских епархиальных известий» на 1 августа 1877 года население составляло 194 человека.
Возле села Толстолес обнаружен могильник времён Киевской Руси (IX—XIII вв.).

## Символика

### Герб
На серебряном фоне изображены три чёрные стрелы, одна вертикально, две наклонены, все направлены вниз к красному сердцу. Герб села создан на основе родового герба семьи Толстолес, основателей села.

## Кладбище
В 200 метрах от села, по дороге от Толстолеса до Тереховки, расположено кладбище. На нём есть захоронения воинов, освобождавших село от немцев.

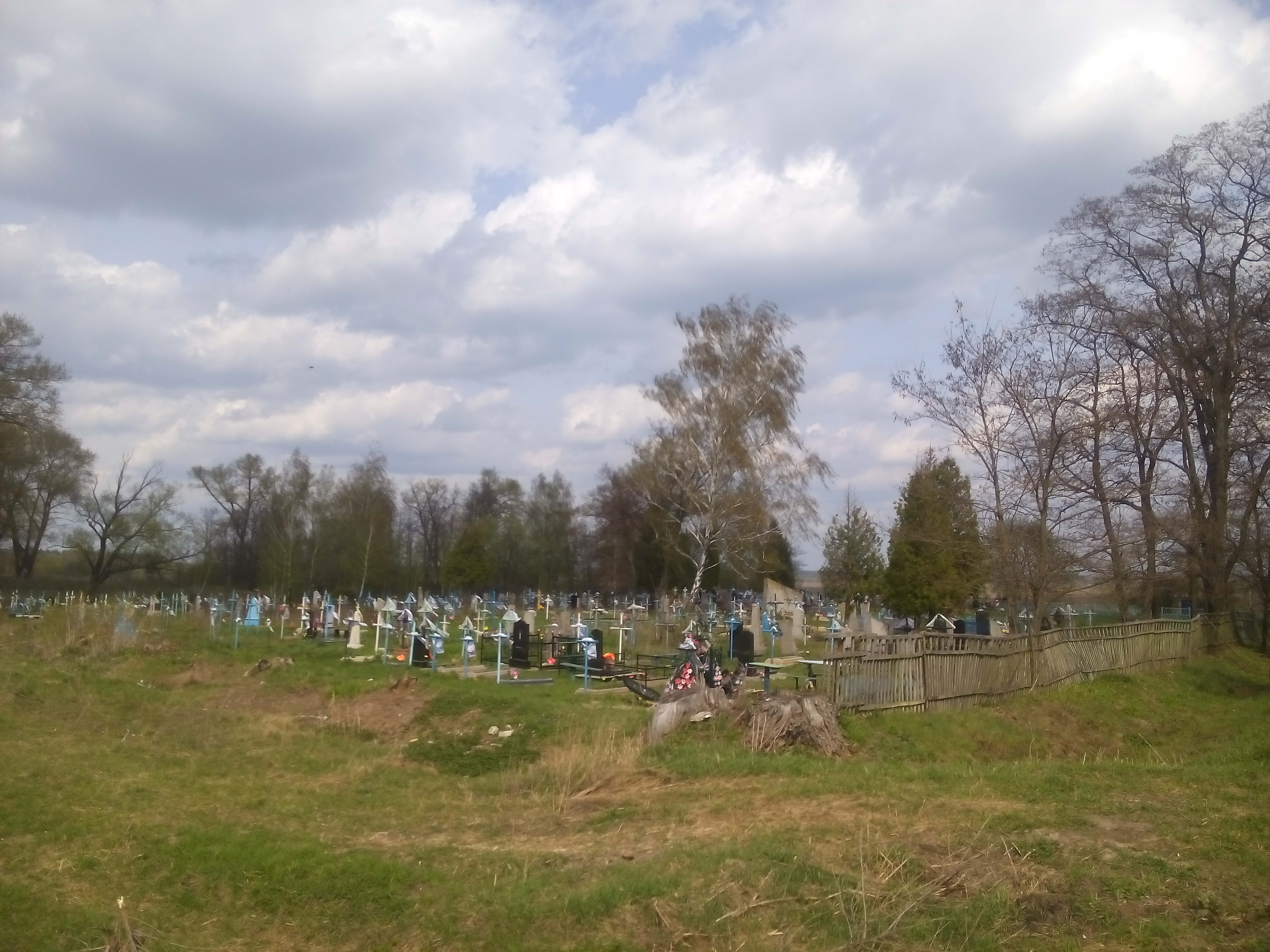
Кладбище, вид с дороги
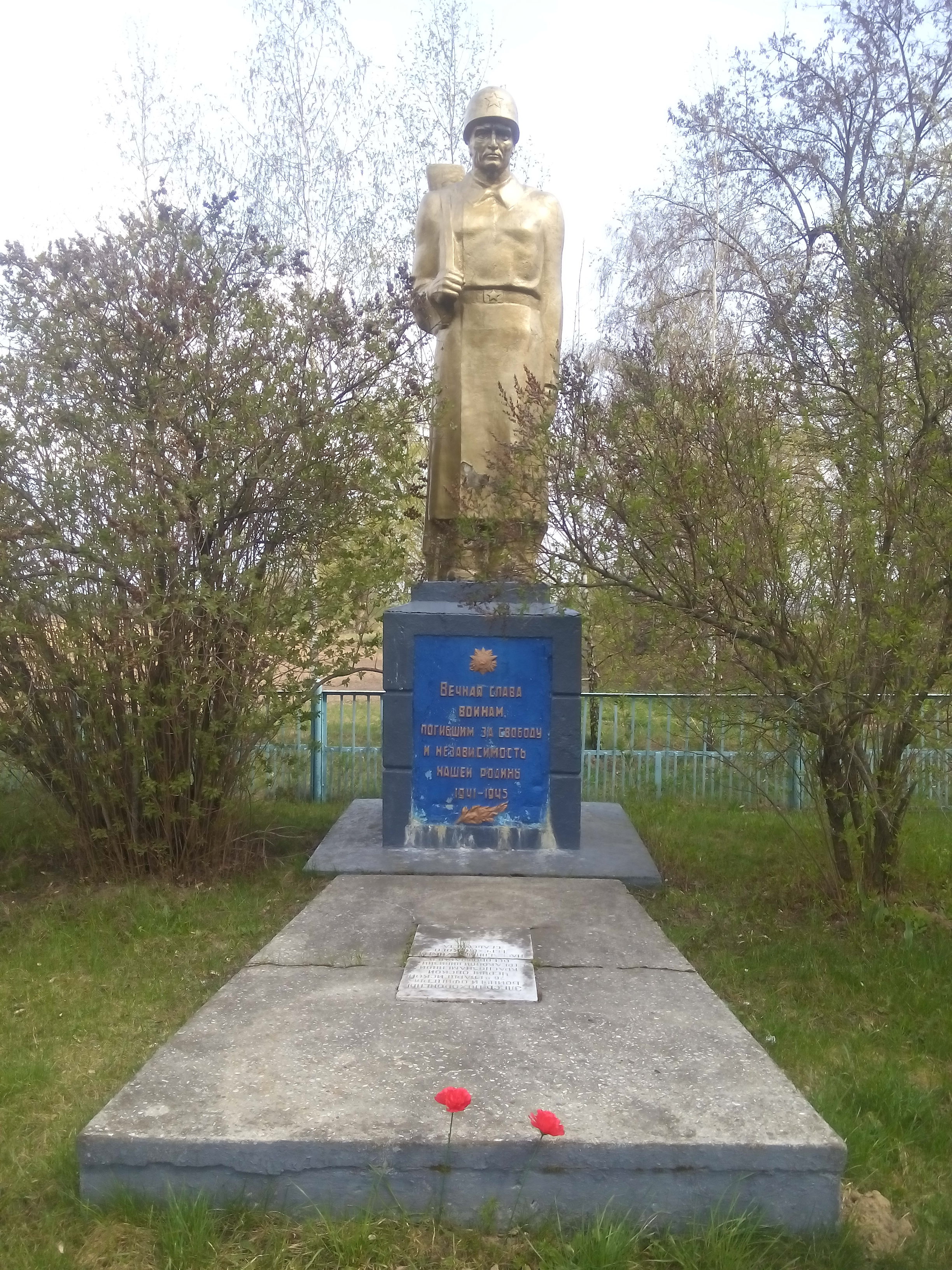
Монумент советским солдатам
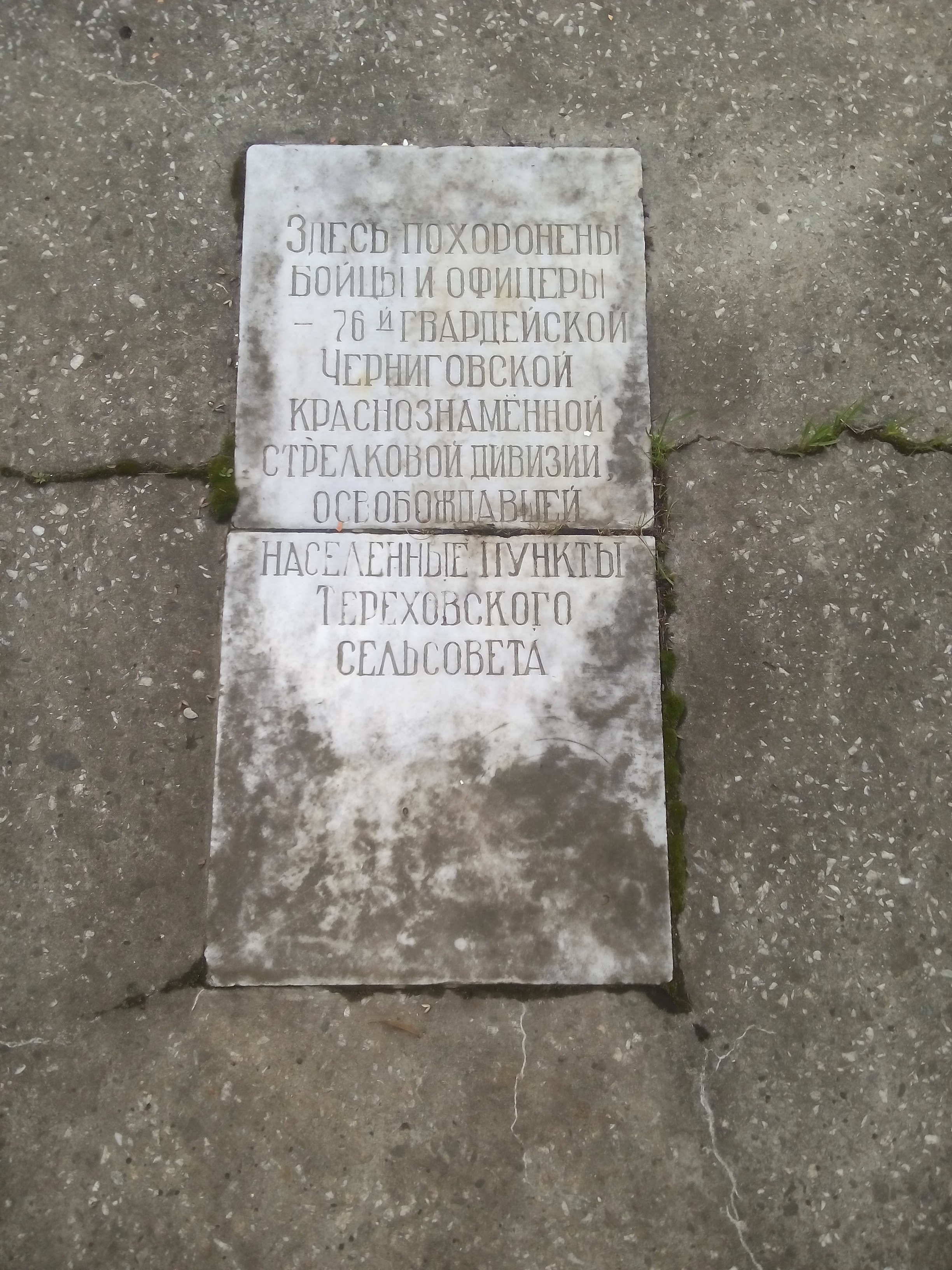
Табличка — «Здесь похоронены бойцы 76-й гвардейской Черниговской краснознамённой стрелковой дивизии, освобождавшей населённые пункты Тереховского сельсовета»

## Образование

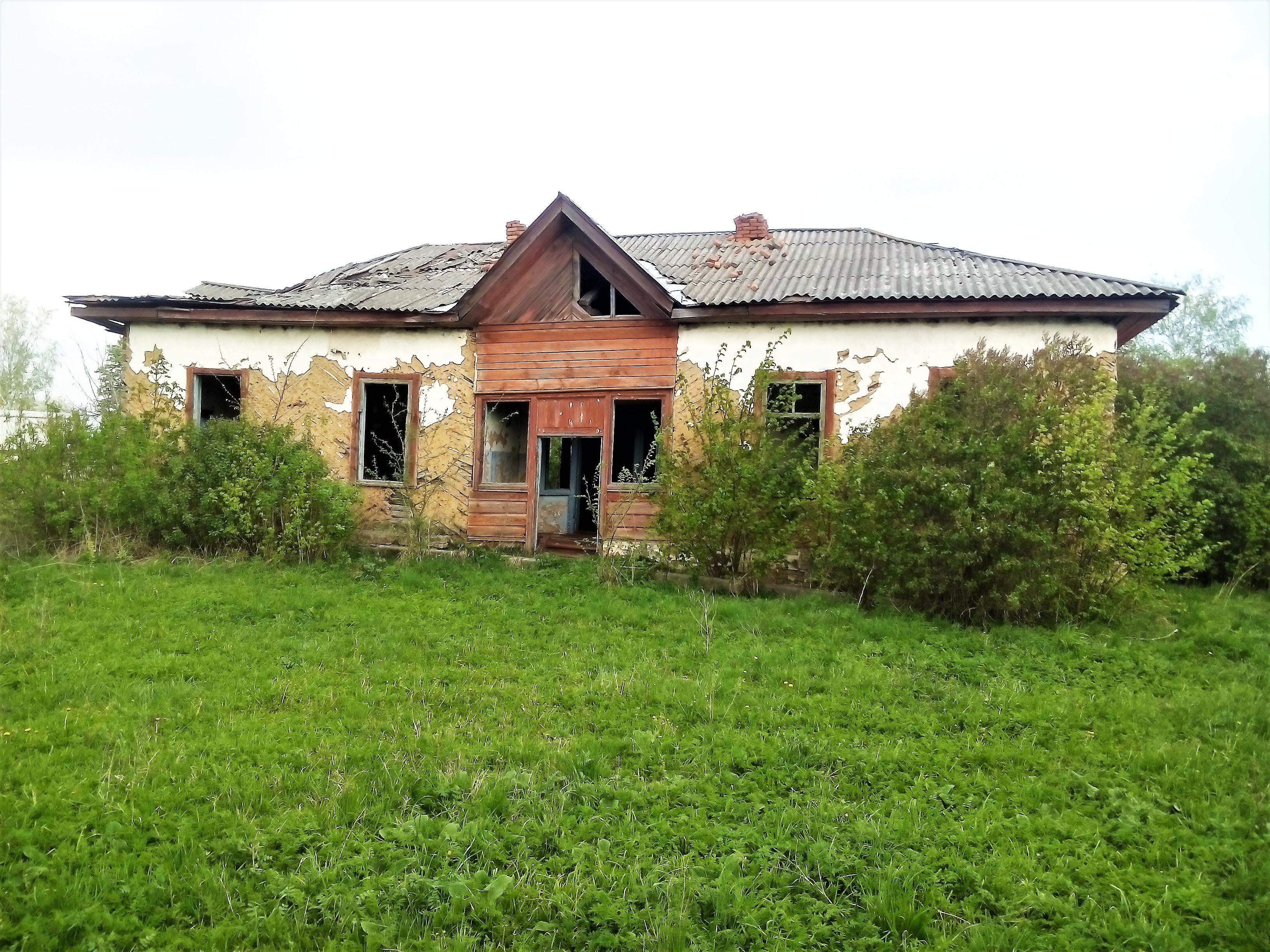
Заброшенная школа

Еще в советское время в селе действовала младшая школа. Но из-за низкой рождаемости и общего упадка школу закрыли. Тогда дети начали ездить рейсовым автобусом в Малиновку. Впоследствии детей начали возить школьным автобусом в Халявинскую общеобразовательную школу.

## Транспорт
Село находится близко к Чернигову — 7 км. От Александровки (район Чернигова) до села проложена асфальтированная дорога. Несколько раз в день через село проезжает автобус «Чернигов—Петрушин» и «Чернигов—Халявин».

## Власть
Орган местного самоуправления — Тереховский сельский совет. Почтовый адрес: 15521, Черниговская обл., Черниговский р-н, с. Тереховка, ул. Независимости, 4.

## Галерея

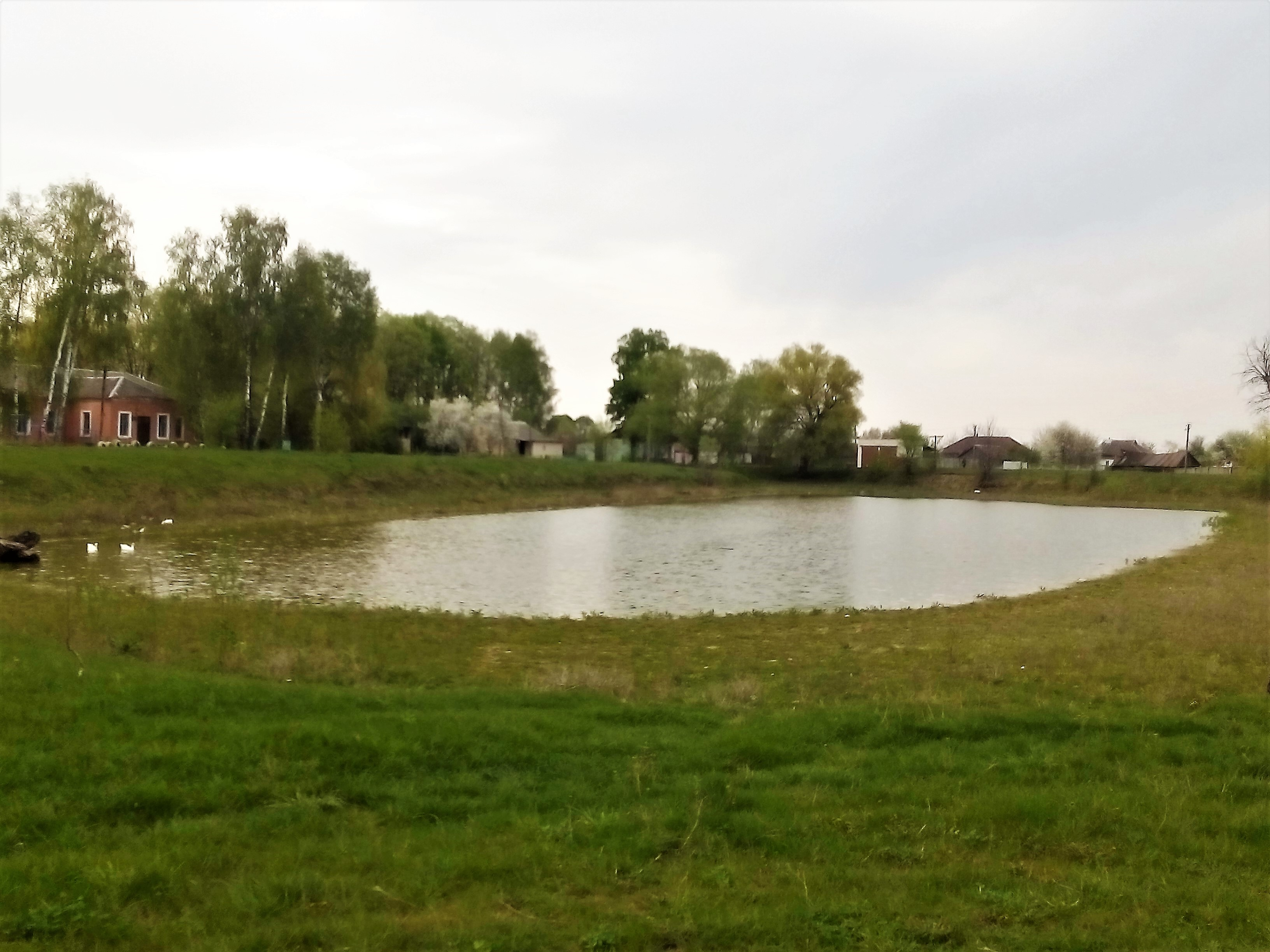
Пруд в центре села. В настоящее время вода в пруду появляется лишь по весне и к лету высыхает. Слева — клуб, функционирующий по праздникам
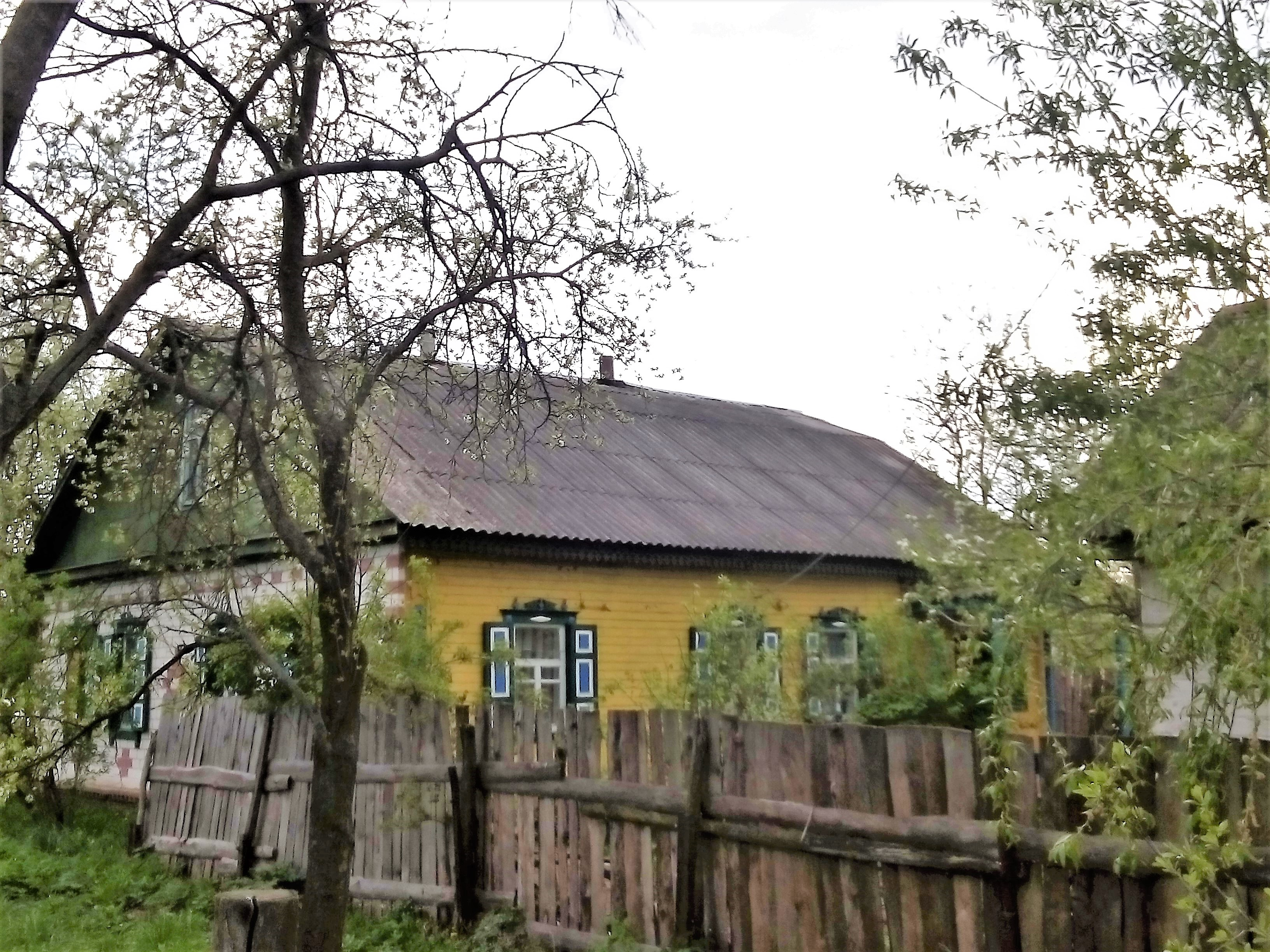
Типичная полесская хата
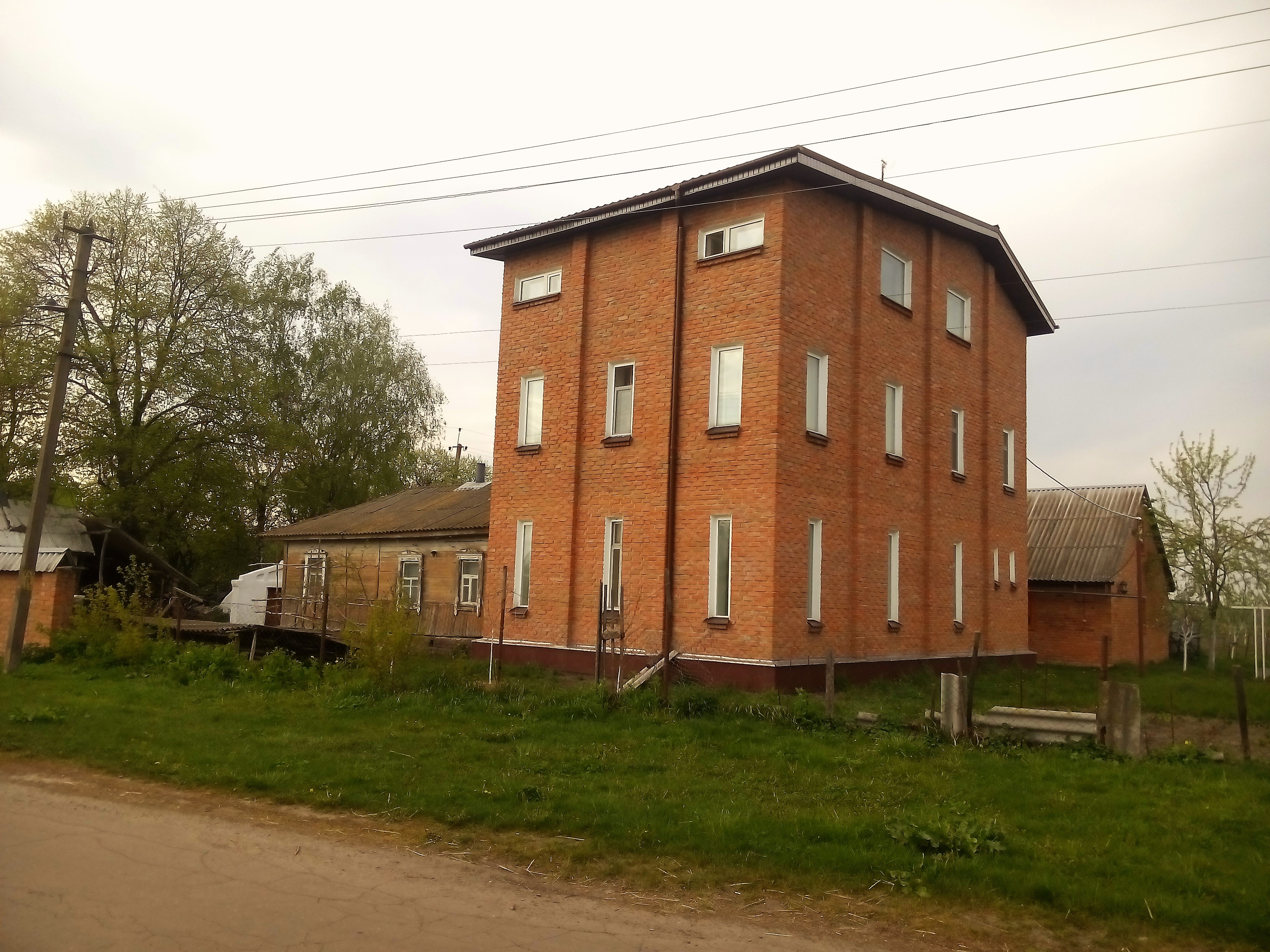
Один из домов на центральной улице села
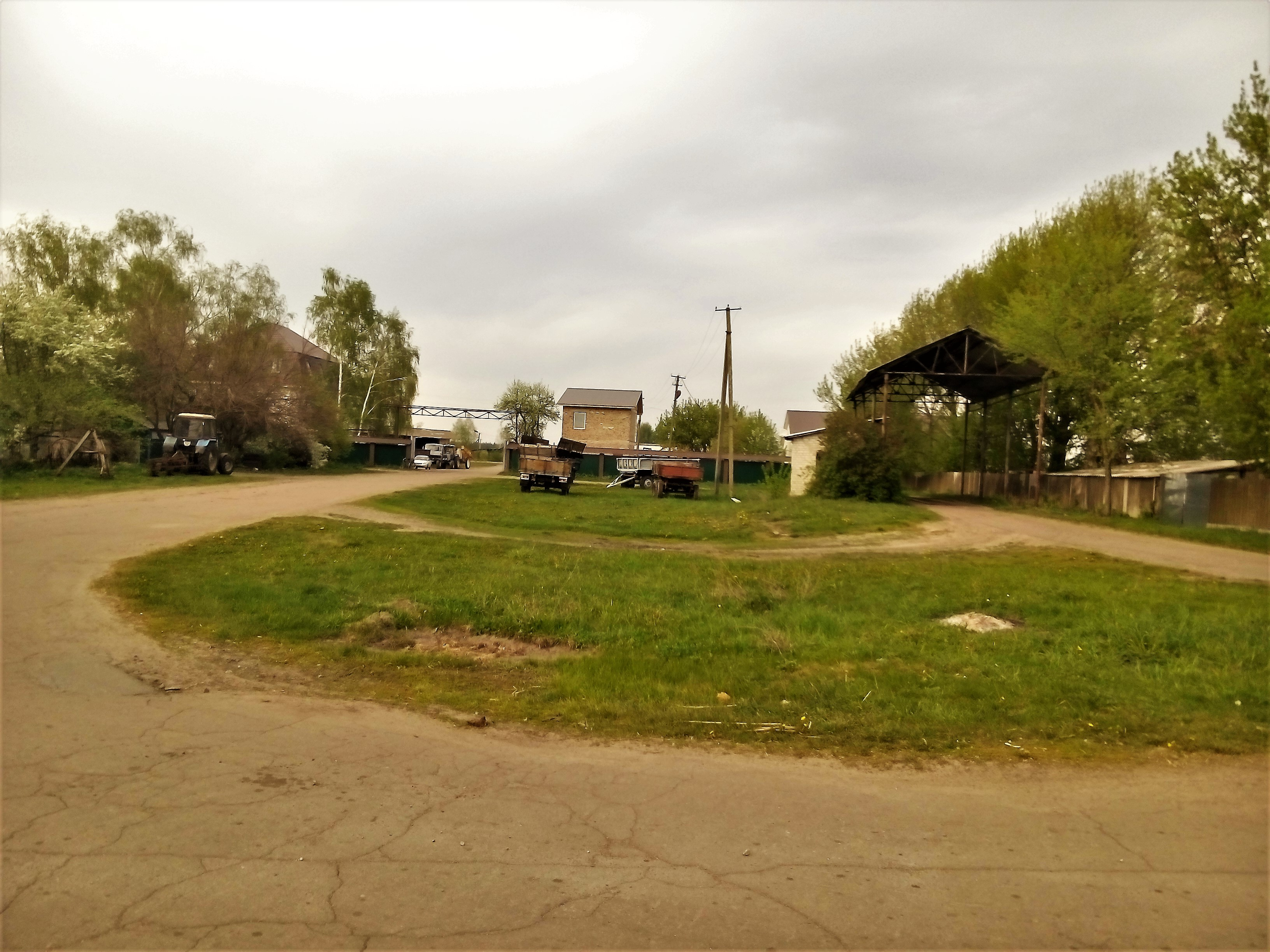
Агропредприятие. В местном наречии — «Бригада».
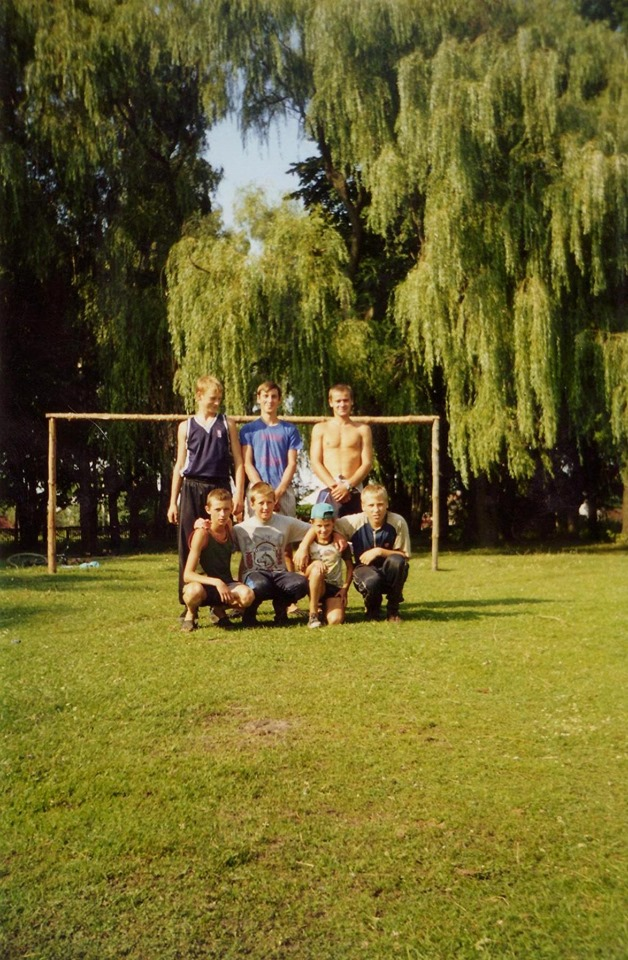
Местная юношеская команда по футболу на тренировке. 1998 год